# Sepsis golospinka
Sepsis golospinka är en tvåvingeart som beskrevs av Ozerov 2000. Sepsis golospinka ingår i släktet Sepsis och familjen svängflugor.
Artens utbredningsområde är Kenya. Inga underarter finns listade i Catalogue of Life.